# Gómez Suárez de Figueroa y Córdoba

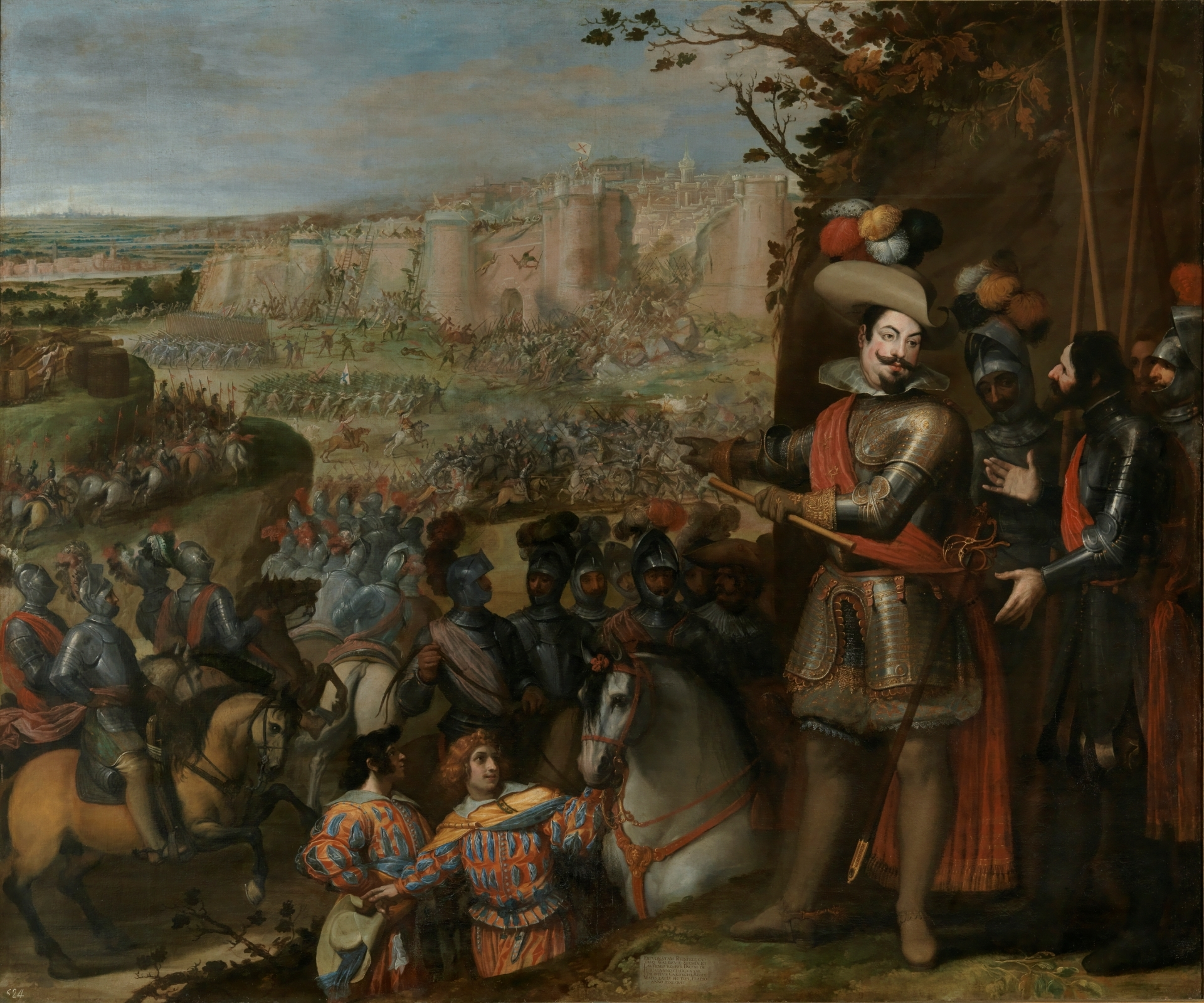
El 1633, els terços espanyols comandats per Gómez Suárez de Figueroa van prendre la ciutat suïssa de Rheinfelden, dins del pla d'obrir un corredor estratègic de comunicació entre els dominis espanyols de Milà i els Països Baixos - segons el quadre de Vicente Carducho per al Saló de Regnes. Gómez Suárez lluu la banda vermella de general i bastó de comandament a la mà esquerra

Gómez Suárez de Figueroa y Córdoba (Guadalajara, 1 de setembre de 1587 - Múnic, 12 de gener de 1634) fou el tercer Duc de Feria (1607-1634) i segon Marquès de Villalba (1604-1634). Fill de Lorenzo IV Suárez de Figueroa y Córdoba i de la seva tercera esposa Isabel de Mendoza, filla del Duc de l'Infantado, va néixer a Guadalajara i la seva vida va estar dedicada al servei de la monarquia hispànica, com era tradició a la Casa de Feria. La seva primera missió diplomàtica va ser una visita protocol·lària al Papa Pau V encomanada pel rei Felip III.
Va ser conegut com el Gran Duc de Feria per la seva faceta militar lligada a la Guerra dels Trenta Anys i és considerat com un dels últims militars capaços de la Monarquia Hispànica. Tan bon polític com a militar, els seus èxits militars van ser efímers però considerats importantíssims en el seu moment per a la Corona espanyola. Home mordaç, no fàcil de fer callar, expressava les seves opinions amb brusquedat i rotunditat i tenia un concepte absolutista del poder.
Desenvolupà una àmplia trajectòria política, però allunyada del centre del poder: Ambaixador extraordinari a Roma (1607) i França (1610), Virrei de València (1616), Governador del Milanesat (1618), Virrei i Capità General de Catalunya (1629), Governador i Virrei de Milà (1630). Membre del Consell de Guerra i Estat.

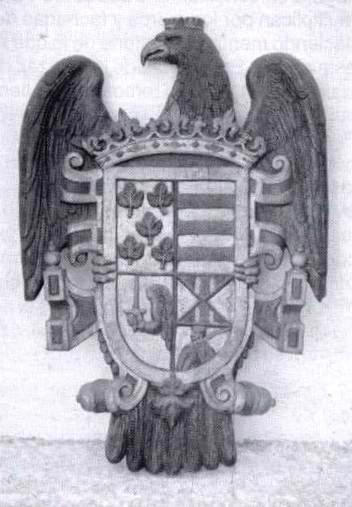
Armes del III Duc de Feria

Es va casar als vint anys amb Francisca Cardona i Córdoba (1607) i posteriorment amb Ana Fernández de Córdoba-Figueroa y Enríquez de Ribera (1625). Amb aquesta va tenir tres fills: Baltasar, que morí sent encara nadó, Lorenzo Gaspar Suárez de Figueroa y Córdoba (1629-1634), IV Duc de Feria (1634) i III Marquès de Villalba (1634), que morí als cinc anys poc després de morir el seu pare, i María, IV Marquesa de Villalba, que morí el 1641. A més va tenir un fill bastard, Carlos, nascut el 1628. Va emmalaltir a Strabert el desembre de 1633 d'una "febre maligna" i va morir el 13 de gener de 1634 a la ciutat de Monaco (nom donat a Múnic en aquella època), a la cort del Duc Elector de Baviera. El sobtat de la seva malaltia va fer córrer el rumor que havia estat enverinat per ordre del Comte-duc d'Olivares, però la realitat és que va morir de tifus a l'igual que gran part de la seva tropa.
Atesa l'agnació rigorosa del títol de la Casa de Feria, a la mort de Lorenzo Gaspar, el títol de Duc de Feria va recaure en l'avi matern d'aquest, Alonso Fernández de Córdoba y Figueroa (el Mut), V Marquès de Priego, per ser el descendent baró més directe (era besnet del III Comte de Feria) i no en la seva germana, María Suárez de Figueroa y Córdoba (que heretà el títol de Marquesa de Villalba), amb el qual s'extingeix el llinatge dels Suárez de Figueroa a la Casa de Feria, passant el títol a la Casa de Priego, els titulars del qual passen a dir-se Marquesos-ducs de Priego i Feria. Quan el 1711 mor sense descendència, a la presó, el nové Duc de Medinaceli, els de Priego hereten el Ducat de Medinaceli i passen a dir-se Ducs de Medinaceli.